# Raimonds Krollis
 (janvier 2024).
Raimonds Krollis, né le 28 octobre 2001 à Riga en Lettonie, est un footballeur international letton jouant au poste d'attaquant au Slovan Liberec.

## Biographie
Krollis est né le 28 octobre 2001 à Riga, capitale de la Lettonie. Il commence le football dans sa ville natale et parfait sa formation au FK Metta.

### En club

#### Début professionnel avec le FK Metta
Il joue son premier match avec les Verts de Lettonie le 15 mars 2019 en entrant à la 81e minute de jeu face au Riga FC. Il est convoqué trente fois en 36 matchs et est titulaire 19 fois. Il inscrit son premier but en Virslīga le 27 avril 2019 face au Valmiera FC. La saison suivante, Krollis inscrit 11 buts en 24 matchs de championnat. Il quitte Metta à la fin de la saison 2020.

#### Explosion avec Valmiera et titre de champion de Lettonie
Le 28 janvier 2021, Raimonds Krollis s'engage avec le Valmiera FC pour environ 200 000 euros. Pour sa première saison, il inscrit 13 buts toutes compétitions confondues. Sa deuxième saison lui est encore plus prolifique puisqu'il inscrit 24 buts en championnat ce qui fait de lui le meilleur buteur du championnat. Il remporte aussi le titre de champion avec son équipe du Valmiera FC. Son explosion attire de nombreux clubs et Krollis décide de quitter Valmiera.

#### Signature en Serie A
Valmiera tombe d'accord avec la Spezia pour vendre son attaquant phare. Le 20 janvier 2023, Raimonds Krollis s'engage avec le club italien. Il fait ses débuts en Série A le 5 février 2023 en entrant à la 77e minute de jeu face à Naples.

##### Prêts en Tchéquie puis en Italie
En manque de temps de jeu avec la Spezia (descendu en deuxième division), Krollis est prêté en Février 2024 en seconde division tchèque au MFK Vyskov. Il ouvre son compteur but en marquant contre Táborsko. À l'issue d'un prêt mitigé, Krollis retourne en Italie.
Il est de nouveau prêté pour la saison 2024-2025, cette fois en Série C (D3) à Triestina, mais il peine à s'imposer dans l'effectif et est au centre d'une polémique sur fond d'agression physique avec son coach, Pep Clotet,.

#### Nouvelle aventure en République Tchèque
Alors qu'il ne joue plus avec Triestina, Krollis quitte le club et revient à la Spezia. Le letton s'engage dans la foulée avec le FC Slovan Liberec, club de première division tchèque. Il délivre un doublé lors de sa deuxième apparition avec le Slovan et permet ainsi à son équipe de gagner 3-1 contre le FK Mladá Boleslav. L'attaquant letton revit véritablement sous ses nouvelles couleurs et inscrit notamment 4 buts en 4 matchs de la 27e à la 30e journée, et s'impose comme titulaire sous les ordres de Radoslav Kováč.  

### En équipe nationale
Krollis joue pour l'équipe de Lettonie des moins de 19 ans, inscrivant 10 buts en 13 matchs. Il joue son premier match avec la Lettonie le 6 septembre 2019 face à Malte en Ligue des nations.

## Statistiques

### Statistiques en club
| Saison                | Club                  | Championnat           | Championnat | Championnat | Coupe(s) nationale(s) | Coupe(s) nationale(s) | Compétition(s) continentale(s) | Compétition(s) continentale(s) | Compétition(s) continentale(s) | Total | Total |
| Saison                | Club                  | Division              | M.          | B.          | M.                    | B.                    | Comp.                          | M.                             | B.                             | M.    | B.    |
| 2019                  | FK Metta              | Virsliga              | 25          | 5           | 1                     | 0                     | -                              | -                              | -                              | 26    | 5     |
| 2020                  | FK Metta              | Virsliga              | 24          | 11          | -                     | -                     | -                              | -                              | -                              | 24    | 11    |
| Sous-total            | Sous-total            | Sous-total            | 49          | 16          | 1                     | 0                     | -                              | -                              | -                              | 50    | 16    |
| 2021                  | Valmiera FC           | Virsliga              | 23          | 12          | 2                     | 1                     | C4                             | 2                              | 1                              | 27    | 14    |
| 2022                  | Valmiera FC           | Virsliga              | 34          | 24          | 2                     | 0                     | C4                             | 2                              | 0                              | 38    | 24    |
| Sous-total            | Sous-total            | Sous-total            | 57          | 36          | 4                     | 1                     | -                              | 4                              | 1                              | 65    | 38    |
| 2022-2023             | Spezia Calcio         | Serie A               | 4           | 0           | -                     | -                     | -                              | -                              | -                              | 4     | 0     |
| 2023-2024             | Spezia Calcio         | Serie B               | 9           | 0           | 2                     | 0                     | -                              | -                              | -                              | 11    | 0     |
| Sous-total            | Sous-total            | Sous-total            | 13          | 0           | 2                     | 0                     | -                              | -                              | -                              | 15    | 0     |
| 2023-2024             | MFK Viskov (prêt)     | FNL                   | 14          | 5           | -                     | -                     | -                              | -                              | -                              | 14    | 5     |
| 2024-2025             | US Triestina (prêt)   | Serie C               | 14          | 0           | 1                     | 0                     | -                              | -                              | -                              | 15    | 0     |
| 2024-2025             | FC Slovan Liberec     | Chance Liga           | 11          | 6           | -                     | -                     | -                              | -                              | -                              | 11    | 6     |
| 2025-2026             | FC Slovan Liberec     | Chance Liga           | 2           | 1           | -                     | -                     | -                              | -                              | -                              | 2     | 1     |
| Sous-total            | Sous-total            | Sous-total            | 13          | 7           | -                     | -                     | -                              | -                              | -                              | 13    | 7     |
| Total sur la carrière | Total sur la carrière | Total sur la carrière | 160         | 64          | 8                     | 1                     | -                              | 4                              | 1                              | 172   | 66    |

## Palmarès
- Meilleur buteur de Virsliga en 2022
- Champion de Lettonie en 2022 avec Valmiera